# Mariana Jimenez
Mariana Coromoto Jiménez Martínez (sinh ngày 1 tháng 12 năm 1993 tại La Guaira) là một người mẫu và người giành danh hiệu Hoa hậu Venezuela 2014. Cô đại diện Guárico tại cuộc thi Hoa hậu quốc gia và cũng đại diện cho Venezuela tại Hoa hậu Hoàn vũ 2015.
Trong đêm chung kết Hoa hậu Hoàn vũ 2015, Mariana đã lọt vào Top 10.